# Prefectura autónoma lisu de Nujiang
Nujiang (en chino, 怒江; pinyin, Nùjiāng léase Nu-Chiang) es una prefectura autónoma de la República Popular China perteneciente a la provincia de Yunnan, situada aproximadamente a 400 kilómetros de la capital provincial. Limita al norte con Lijiang; al sur, con Baoshan; al oeste, con Birmania; y, al este, con Dali. Su área es de 14 585 km² y su población total para 2020 superó los 500 000 habitantes.

## Toponimia
El nombre viene del río Salween, que durante su tramo por China se llama río Nu (Nù-Jiāng) y está relacionado con el pueblo Nu que vive en la zona.
Como las otras regiones autónomas, se caracteriza por estar asociada a un grupo étnico minoritario, en este caso, los lisu.

## Administración
La prefectura autónoma de Nujiang  administra 2 condados y 2 condados autónomos:
-
- 1 condado Lushui (泸水县);
- 2 condado Fugong (福贡县);
- 3 condado autónomo Gongshan (贡山独龙族怒族自治县);
- 4 condado autónomo Lanping  (兰坪白族普米族自治县);

## Población
La población es variada. Según el censo del 2000, los grupos étnicos, en porcentaje, son: Lisu 47,13 %; Bai 26,97 %; Han 13,13 %; Nu 5,42 %; Pumi 2,92 %; Yi 1.99 %; Derung 1,11 %; Naxi 0,43 %; Tibetano 0,37 %; Dai 0,09 %; Hui 0,09 %; Zhuang 0,07 %; Otros 0,28 %

## Geografía
La Prefectura Autónoma de Nujiang se encuentra en el noroeste de Yunnan. La distancia vertical máxima entre el norte y el sur de la prefectura de Nujiang es de 320.4 kilómetros, y la distancia horizontal máxima entre el este y el oeste es de 153 kilómetros, con un área total de 14 703 kilómetros cuadrados. La ciudad de Lushui, la capital de la prefectura, se encuentra a 614 kilómetros de Kunming.
La zona montañosa representa el 63 % del total, el 76.6 % de la tierra cultivada está por encima de los 25 grados y la zona de valle representa el 7.6 %. El pico Gongshan tiene una altitud de 5128 m s. n. m., la altitud mínima es el valle del río Nu, a 738 metros sobre el nivel del mar y la de valle a 1400 m s. n. m.

## Clima
El clima en la prefectura es variado, tiene las características comunes de un clima monzónico de meseta de baja latitud .Al tiempo que hace frío en el norte, es cálido en el centro y sur debido a la influencia de las formas de relieve y las diferencias de latitud. Las montañas altas son frías, las montañas medias son cálidas y la orilla del río Nu es cálida.
| Parámetros climáticos promedio de Nujiang (1981−2010) | Parámetros climáticos promedio de Nujiang (1981−2010) | Parámetros climáticos promedio de Nujiang (1981−2010) | Parámetros climáticos promedio de Nujiang (1981−2010) | Parámetros climáticos promedio de Nujiang (1981−2010) | Parámetros climáticos promedio de Nujiang (1981−2010) | Parámetros climáticos promedio de Nujiang (1981−2010) | Parámetros climáticos promedio de Nujiang (1981−2010) | Parámetros climáticos promedio de Nujiang (1981−2010) | Parámetros climáticos promedio de Nujiang (1981−2010) | Parámetros climáticos promedio de Nujiang (1981−2010) | Parámetros climáticos promedio de Nujiang (1981−2010) | Parámetros climáticos promedio de Nujiang (1981−2010) | Parámetros climáticos promedio de Nujiang (1981−2010) |
| Mes                                                   | Ene.                                                  | Feb.                                                  | Mar.                                                  | Abr.                                                  | May.                                                  | Jun.                                                  | Jul.                                                  | Ago.                                                  | Sep.                                                  | Oct.                                                  | Nov.                                                  | Dic.                                                  | Anual                                                 |
| ----------------------------------------------------- | ----------------------------------------------------- | ----------------------------------------------------- | ----------------------------------------------------- | ----------------------------------------------------- | ----------------------------------------------------- | ----------------------------------------------------- | ----------------------------------------------------- | ----------------------------------------------------- | ----------------------------------------------------- | ----------------------------------------------------- | ----------------------------------------------------- | ----------------------------------------------------- | ----------------------------------------------------- |
| Temp. máx. abs. (°C)                                  | 27.1                                                  | 32.8                                                  | 35.7                                                  | 37.7                                                  | 39.0                                                  | 38.7                                                  | 37.0                                                  | 35.9                                                  | 36.1                                                  | 35.5                                                  | 29.8                                                  | 26.9                                                  | '                                                     |
| Temp. máx. media (°C)                                 | 21.1                                                  | 22.8                                                  | 25.6                                                  | 27.6                                                  | 29.7                                                  | 29.9                                                  | 29.3                                                  | 29.8                                                  | 29.0                                                  | 26.8                                                  | 23.9                                                  | 21.4                                                  | 26.4                                                  |
| Temp. media (°C)                                      | 13.7                                                  | 15.5                                                  | 18.5                                                  | 20.9                                                  | 23.7                                                  | 25.0                                                  | 24.8                                                  | 24.7                                                  | 23.5                                                  | 21.0                                                  | 17.1                                                  | 14.1                                                  | 20.2                                                  |
| Temp. mín. media (°C)                                 | 8.0                                                   | 9.8                                                   | 13.2                                                  | 16.0                                                  | 19.2                                                  | 21.6                                                  | 21.8                                                  | 21.5                                                  | 20.2                                                  | 17.3                                                  | 12.4                                                  | 8.9                                                   | 15.8                                                  |
| Temp. mín. abs. (°C)                                  | 4.0                                                   | 4.7                                                   | 4.0                                                   | 9.5                                                   | 13.3                                                  | 16.1                                                  | 16.3                                                  | 17.3                                                  | 12.7                                                  | 10.7                                                  | 6.7                                                   | 3.7                                                   | '                                                     |
| Precipitación total (mm)                              | 13.6                                                  | 28.5                                                  | 44.3                                                  | 46.1                                                  | 94.0                                                  | 148.1                                                 | 168.8                                                 | 159.1                                                 | 123.8                                                 | 114.5                                                 | 25.9                                                  | 10.5                                                  | 977.2                                                 |
| Humedad relativa (%)                                  | 55                                                    | 52                                                    | 51                                                    | 57                                                    | 63                                                    | 75                                                    | 80                                                    | 81                                                    | 80                                                    | 76                                                    | 66                                                    | 61                                                    | 66.4                                                  |
| Fuente: China Meteorological Data Service Center      |                                                       |                                                       |                                                       |                                                       |                                                       |                                                       |                                                       |                                                       |                                                       |                                                       |                                                       |                                                       |                                                       |